# Jill Craybas
Jill Craybas (Providence, 4 luglio 1974) è un'ex tennista statunitense.

## Biografia
Jill Craybas è diventata tennista professionista piuttosto tardi, a 23 anni, avendo precedentemente frequentato l'Università della Florida dove nel 1996 ha ottenuto una laurea in ingegneria delle telecomunicazioni. Durante gli anni universitari ha coltivato il proprio talento tennistico entrando a fare parte dei Florida Gators per i quali vincerà nel 1996 il titolo NCAA (National Collegiate Athletics Association) in singolare.
La sua migliore posizione in classifica è stata la 39ª al 17 aprile 2006, mentre il suo migliore risultato in una prova del Grande Slam è stato il quarto turno a Wimbledon nel 2005. Jill Craybas non ha mai cambiato il suo allenatore, Raja Chaudhuri. Il suo primo e unico titolo WTA in singolo l'ha vinto a Tokyo il 6 ottobre 2002 battendo in finale Silvija Talaja 2-6 6-4 6-4.
Il 2008 si è rivelato un anno fortunato per la tennista statunitense, che conquisterà due titoli WTA in doppio raggiungendo così il best ranking (41). Jill Craybas ha inoltre rappresentato gli Usa alle Olimpiadi di Pechino dove è stata sconfitta al primo turno dalla tennista svizzera e numero 15 del mondo Patty Schnyder con il punteggio 6-3 6-2. Il 2008 è stato anche l'anno in cui il suo nome è stato inserito nella "University of Florida Athletic Hall of Fame".
Si è ritirata nel 2013, a 39 anni. Oggi vive a Huntington Beach in California.

## Statistiche

### Singolare

#### Vittorie (1)
| Legenda               |
| --------------------- |
| Grande Slam (0)       |
| Ori Olimpici (0)      |
| WTA Championships (0) |
| Tier I (0)            |
| Tier II (0)           |
| Tier III (1)          |
| Tier IV (0)           |
| Tier V (0)            |

| N. | Data           | Torneo                                 | Superficie | Avversaria in finale | Punteggio     |
| 1. | 6 ottobre 2002 | Japan Open Tennis Championships, Tokyo | Cemento    | Silvija Talaja       | 2–6, 6–4, 6–4 |

#### Sconfitte (1)
| Legenda               |
| --------------------- |
| Grande Slam (0)       |
| Argenti Olimpici (0)  |
| WTA Championships (0) |
| Tier I (0)            |
| Tier II (0)           |
| Tier III (1)          |
| Tier IV (0)           |
| Tier V (0)            |

| N. | Data             | Torneo                        | Superficie | Avversaria in finale | Punteggio        |
| 1. | 10 febbraio 2008 | Pattaya Women's Open, Pattaya | Cemento    | Agnieszka Radwańska  | 2-6, 6-1, 6(4)-7 |

### Doppio

#### Vittorie (5)
| Legenda: Prima del 2009 | Legenda: Dal 2009     |
| ----------------------- | --------------------- |
| Grande Slam (0)         |                       |
| Ori Olimpici (0)        |                       |
| WTA Championships (0)   |                       |
| Tier I (0)              | Premier Mandatory (0) |
| Tier II (0)             | Premier 5 (0)         |
| Tier III (4)            | Premier (0)           |
| Tier IV (0)             | International (1)     |
| Tier V (0)              | International (1)     |

| N. | Data           | Torneo                                 | Superficie  | Compagna            | Avversarie in finale                     | Punteggio           |
| 1. | 19 maggio 2003 | WTA Madrid Open, Madrid                | Terra rossa | Liezel Huber        | Rita Grande Angelique Widjaja            | 6-4, 7–6(6)         |
| 2. | 16 agosto 2004 | Cincinnati Masters, Cincinnati         | Cemento     | Marlene Weingärtner | Emmanuelle Gagliardi Anna-Lena Grönefeld | 7-5, 7–6(2)         |
| 3. | 19 maggio 2008 | Istanbul Cup, Istanbul                 | Terra rossa | Vol'ha Havarcova    | Marina Eraković Polona Hercog            | 6-1, 6-2            |
| 4. | 4 ottobre 2008 | Japan Open Tennis Championships, Tokyo | Cemento     | Marina Eraković     | Ayumi Morita Aiko Nakamura               | 4-6, 7-5, [10-6]    |
| 5. | 17 giugno 2012 | Gastein Ladies, Bad Gastein            | Terra rossa | Julia Görges        | Anna-Lena Grönefeld Petra Martić         | 6(4)–7, 6-4, [11-9] |

#### Sconfitte (9)
| Legenda: Prima del 2009 | Legenda: Dal 2009     |
| ----------------------- | --------------------- |
| Grande Slam (0)         |                       |
| Argenti Olimpici (0)    |                       |
| WTA Championships (0)   |                       |
| Tier I (0)              | Premier Mandatory (0) |
| Tier II (0)             | Premier 5 (0)         |
| Tier III (5)            | Premier (0)           |
| Tier IV (3)             | International (1)     |
| Tier V (0)              | International (1)     |

| N. | Data              | Torneo                                       | Superficie    | Compagna            | Avversarie in finale                | Punteggio        |
| 1. | 30 ottobre 2004   | Fortis Championships Luxembourg, Lussemburgo | Cemento (i)   | Marlene Weingärtner | Virginia Ruano Pascual Paola Suárez | 1-6, 7–6(1), 3-6 |
| 2. | 2 ottobre 2005    | Hansol Korea Open, Seul                      | Cemento       | Natalie Grandin     | Chan Yung-jan Chuang Chia-jung      | 2-6, 4-6         |
| 3. | 12 gennaio 2006   | Moorilla Hobart International, Hobart        | Cemento       | Jelena Kostanić     | Émilie Loit Nicole Pratt            | 2-6, 1-6         |
| 4. | 18 giugno 2006    | AEGON Classic, Birmingham                    | Erba          | Liezel Huber        | Jelena Janković Li Na               | 2-6, 4-6         |
| 5. | 30 ottobre 2006   | Bell Challenge, Québec                       | Sintetico (i) | Alina Židkova       | Laura Granville Carly Gullickson    | 3-6, 4-6         |
| 6. | 16 settembre 2007 | Commonwealth Bank Tennis Classic, Bali       | Cemento       | Natalie Grandin     | Ji Chunmei Sun Shengnan             | 3-6, 2-6         |
| 7. | 3 maggio 2008     | I. ČLTK Prague Open, Praga                   | Terra rossa   | Michaëlla Krajicek  | Andrea Hlaváčková Lucie Hradecká    | 6-1, 3-6, [6-10] |
| 8. | 2 novembre 2008   | Bell Challenge, Québec (2)                   | Sintetico (i) | Tamarine Tanasugarn | Anna-Lena Grönefeld Vania King      | 6(3)–7, 4-6      |
| 9. | 12 luglio 2010    | Internazionali Femminili di Palermo, Palermo | Terra rossa   | Julia Görges        | Alberta Brianti Sara Errani         | 4–6, 1–6         |

### Doppio misto

#### Sconfitte (1)
| Legenda                 |
| ----------------------- |
| Australian Open (0)     |
| Open di Francia (0)     |
| Torneo di Wimbledon (0) |
| US Open (0)             |
| Argenti Olimpici (0)    |
| WTA Tour (1)            |

| N. | Anno              | Torneo              | Superficie | Compagno         | Avversari in finale                 | Punteggio |
| 1. | 25 settembre 2004 | China Open, Pechino | Cemento    | Justin Gimelstob | Emmanuelle Gagliardi Tripp Phillips | 1–6, 2–6  |

## Risultati in progressione
| Sigla | Risultato               |
| ----- | ----------------------- |
| V     | Vincitore               |
| F     | Finalista               |
| SF    | Semifinalista           |
| O     | Oro olimpico            |
| A     | Argento olimpico        |
| SF    | Bronzo olimpico         |
| QF    | Quarti di Finale        |
| 4T    | Quarto turno            |
| 3T    | Terzo turno             |
| 2T    | Secondo turno           |
| 1T    | Primo turno             |
| RR    | Round Robin             |
| LQ    | Turno di qualificazione |
| A     | Assente                 |
| ND    | Non disputato           |

| Legenda superfici    |
| -------------------- |
| Cemento              |
| Terra battuta        |
| Erba                 |
| Superficie variabile |

### Singolare nei tornei del Grande Slam
| Torneo          | 1996 | 1997 | 1998 | 1999 | 2000 | 2001 | 2002 | 2003 | 2004 | 2005 | 2006 | 2007 | 2008 | 2009 | 2010 | 2011 | 2012 | 2013 |
| --------------- | ---- | ---- | ---- | ---- | ---- | ---- | ---- | ---- | ---- | ---- | ---- | ---- | ---- | ---- | ---- | ---- | ---- | ---- |
| Australian Open | A    | A    | A    | 1T   | A    | 1T   | 2T   | 1T   | 3T   | 1T   | 1T   | 1T   | 2T   | 1T   | 1T   | 1T   | A    | A    |
| Open di Francia | A    | A    | A    | A    | A    | 2T   | 1T   | 1T   | 1T   | 1T   | 1T   | 2T   | 1T   | 2T   | 2T   | 2T   | A    | A    |
| Wimbledon       | A    | A    | A    | A    | A    | 1T   | 2T   | 1T   | 2T   | 4T   | 1T   | 1T   | 1T   | 2T   | 1T   | 1T   | A    | A    |
| US Open         | 1T   | A    | 1T   | 1T   | 1T   | 1T   | 1T   | 1T   | 2T   | 2T   | 2T   | 1T   | 1T   | 2T   | 1T   | 1T   | A    | A    |

### Doppio nei tornei del Grande Slam
| Torneo          | 1996 | 1997 | 1998 | 1999 | 2000 | 2001 | 2002 | 2003 | 2004 | 2005 | 2006 | 2007 | 2008 | 2009 | 2010 | 2011 | 2012 | 2013 |
| --------------- | ---- | ---- | ---- | ---- | ---- | ---- | ---- | ---- | ---- | ---- | ---- | ---- | ---- | ---- | ---- | ---- | ---- | ---- |
| Australian Open | A    | A    | A    | A    | A    | A    | A    | A    | 1T   | 1T   | 2T   | 2T   | 1T   | 1T   | 1T   | 2T   | 2T   | 2T   |
| Open di Francia | A    | A    | A    | A    | A    | A    | A    | A    | QF   | 1T   | 1T   | 1T   | 1T   | 2T   | 1T   | 1T   | A    | 1T   |
| Wimbledon       | A    | A    | A    | A    | A    | A    | A    | 2T   | 1T   | 1T   | 1T   | 3T   | 1T   | 1T   | 1T   | 1T   | 1T   | A    |
| US Open         | A    | A    | 1T   | A    | A    | A    | A    | 1T   | 2T   | 2T   | 2T   | 1T   | 1T   | 1T   | 1T   | A    | 2T   | 2T   |

### Doppio misto nei tornei del Grande Slam
| Torneo          | 1996 | 1997 | 1998 | 1999 | 2000 | 2001 | 2002 | 2003 | 2004 | 2005 | 2006 | 2007 | 2008 | 2009 | 2010 | 2011 | 2012 | 2013 |
| --------------- | ---- | ---- | ---- | ---- | ---- | ---- | ---- | ---- | ---- | ---- | ---- | ---- | ---- | ---- | ---- | ---- | ---- | ---- |
| Australian Open | A    | A    | A    | A    | A    | A    | A    | A    | A    | A    | A    | A    | A    | A    | A    | A    | A    | A    |
| Open di Francia | A    | A    | A    | A    | A    | A    | A    | A    | A    | A    | A    | A    | A    | A    | A    | A    | A    | A    |
| Wimbledon       | A    | A    | A    | A    | A    | A    | A    | A    | A    | A    | 2T   | A    | 2T   | 1T   | A    | A    | A    | A    |
| US Open         | A    | A    | A    | A    | A    | A    | A    | A    | A    | 1T   | 1T   | 1T   | SF   | 2T   | 1T   | A    | A    | A    |

## Vittorie contro giocatrici Top 10
| Stagione | 2005 | 2006 | Totale |
| Vittorie | 1    | 1    | 2      |

| #    | Giocatrice      | Ranking | Evento                      | Superficie | Turno | Punteggio     | Rank. JCR |
| ---- | --------------- | ------- | --------------------------- | ---------- | ----- | ------------- | --------- |
| 2005 |                 |         |                             |            |       |               |           |
| 1.   | Serena Williams | 4       | Torneo di Wimbledon, Londra | Erba       | 3T    | 6-3, 7-6(4)   | 85        |
| 2006 |                 |         |                             |            |       |               |           |
| 2.   | Kim Clijsters   | 2       | Miami Open, Miami           | Cemento    | 2T    | 7-5, 3-6, 7-5 | 54        |